# Othonna whyteana
Othonna whyteana là một loài thực vật có hoa trong họ Cúc. Loài này được Britten mô tả khoa học đầu tiên năm 1894.